# St. Quirinus (Bengel)

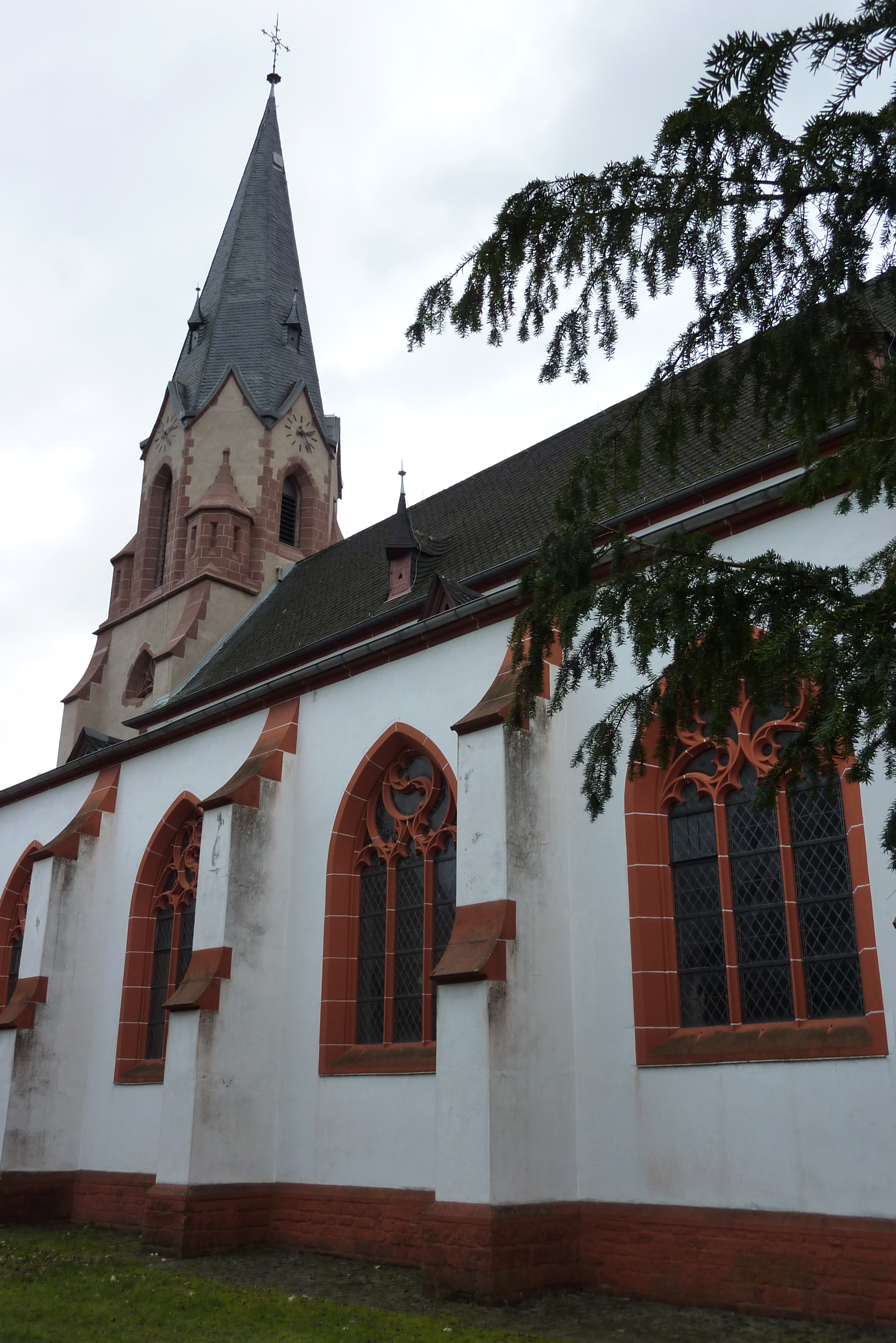
Ansicht der Kirche St. Quirinus

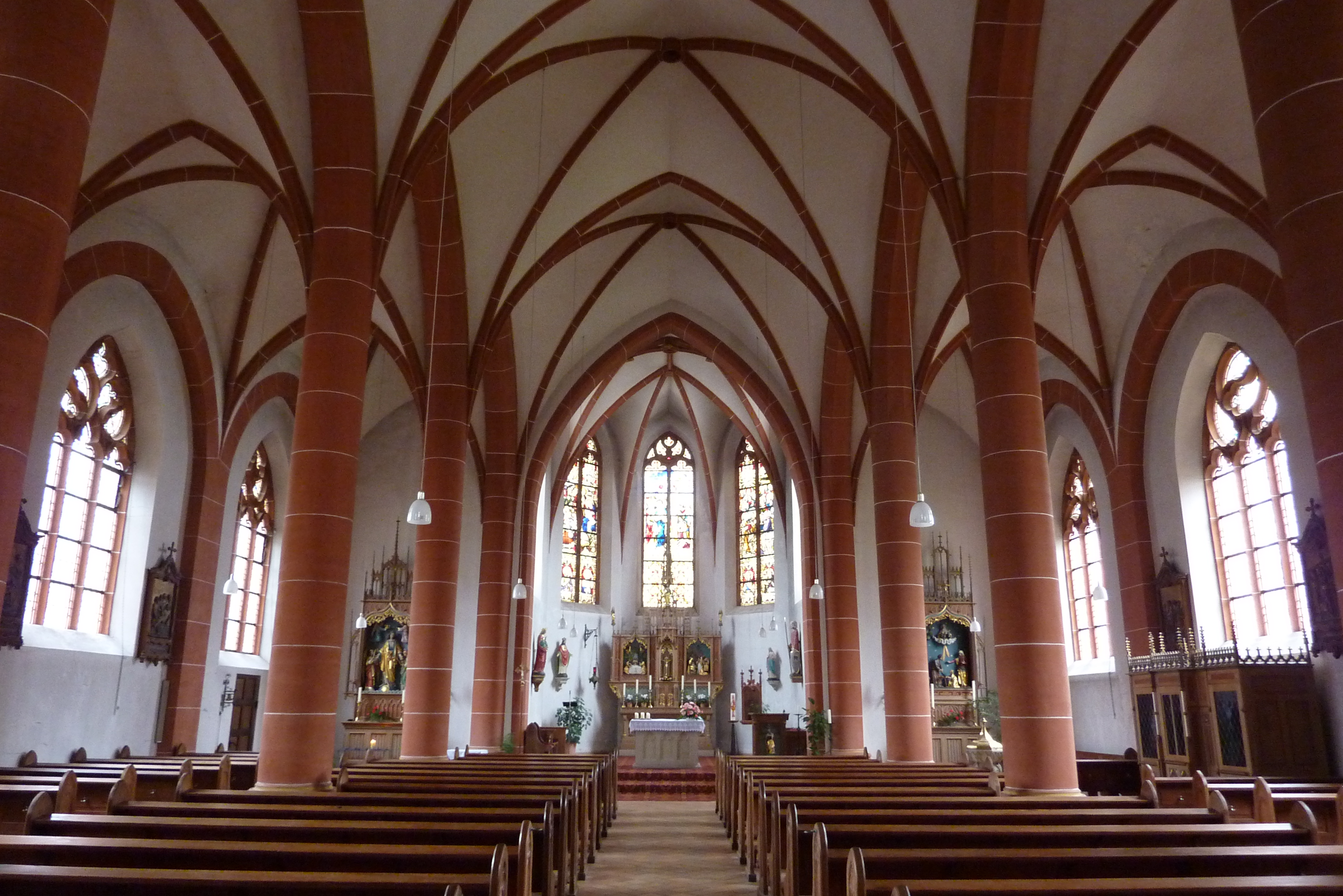
Innenansicht

St. Quirinus ist eine katholische Pfarrkirche in Bengel, einer Ortsgemeinde im Landkreis Bernkastel-Wittlich in Rheinland-Pfalz. Die 1901/02 errichtete Kirche ist ein geschütztes Kulturdenkmal.

## Geschichte
Eine dem heiligen Quirinus geweihte Kapelle in Bengel wird bereits im 16. Jahrhundert genannt. Da der Neubau von 1726 im Jahr 1865 abbrannte, wurde erst nach längerer Sammeltätigkeit und langwierigen Planungen ein Neubau in den Jahren 1901/02 errichtet. Diese neuspätgotische Hallenkirche wurde nach den Plänen der Architekten Wilhelm Schmitz und Julius Wirtz aus Trier errichtet.

## Kirchenfenster
Die ursprünglichen Bleiglasfenster sind noch vorhanden und stellen Szenen aus dem Neuen Testament dar.